# 필리차강

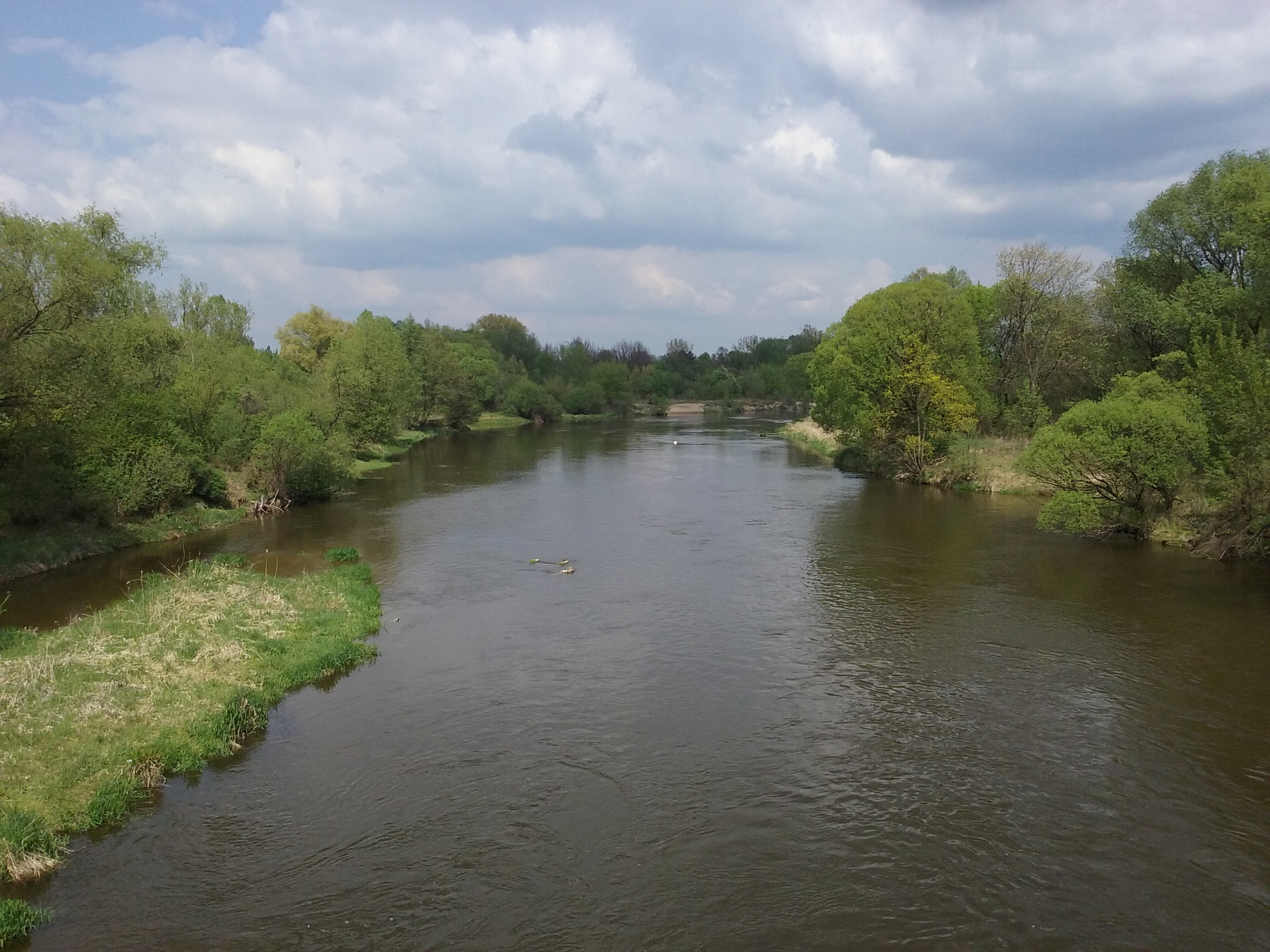
토마슈프마조비에츠키의 필리차강

필리차강(폴란드어: Pilica)은 폴란드 중부를 흐르는 강이다. 비스와강의 가장 긴 좌측 지류로 길이가 333km이다. 유역 면적 9,258 km2 전체가 폴란드에 있다.